# Wapen van Driebergen-Rijsenburg

Het wapen van Driebergen-Rijsenburg

Het wapen van Driebergen-Rijsenburg werd op 7 maart 1933 per Koninklijk Besluit aan de nieuw ontstane Utrechtse gemeente Driebergen-Rijsenburg toegekend. Het wapen bleef tot 1 januari 2006 in gebruik, dat jaar ging de gemeente op in de gemeente Utrechtse Heuvelrug. Uit het wapen van Driebergen-Rijsenburg zijn meerdere wapenstukken overgenomen in het wapen van Utrechtse Heuvelrug

## Blazoenering
De blazoenering van het wapen luidde als volgt:
Gedeeld; I doorsneden; a in keel drie zuilen van zilver; b in sabel een leeuw van zilver, getongd, genageld en gekroond van goud; II in keel een van onderen gekanteeld schildhoofd van goud met twee heele kanteelen en ter weerszijden een half kanteel. Het schild gedekt met een gouden kroon van drie bladeren en twee paarlen.
Het wapen is in tweeën gedeeld, het eerste deel bestaat op zijn beurt ook uit twee delen. Deel a is rood van kleur met daarop drie zilveren zuilen, deel b is zwart met daarop een zilveren leeuw. De leeuw heeft een gouden tong, nagels en kroon. Normaal gesproken mogen de metalen zilver en goud elkaar niet raken, echter, omdat het nu om lichaamsdelen gaat is het in de heraldiek wel toegestaan. Het tweede deel is rood van kleur met een gouden schildhoofd, dit is aan de onderzijde gekanteeld. De twee kantelen aan de zijkanten worden als het ware afgesneden, hier zijn het halve kantelen. Op het schild staat een gravenkroon.

## Geschiedenis
Het wapen van Driebergen-Rijsenburg is een samenstelling van de wapens van Driebergen en van Rijsenburg. Indirect bestaat het daarmee ook uit de wapens van Wilem van Gaesbeek en de heerlijkheid Rijsenburg. Driebergen had een gevierendeeld wapen met in het eerste en vierde kwartier een rode leeuw op een gouden veld. In het tweede en derde kwartier stond een zilveren lelie op een zwart veld. Het oudste bekende wapen zoals Driebergen het voerde is een afgeleide van het wapen van Willem van Gaesbeek. Van Gaesbeek was onder andere heer van Abcoude en Duurstede.
Het wapen van Rijsenburg is afgeleid van het wapen van de gelijknamige heerlijkheid. Dit wapen werd op 30 september 1818 door de Hoge Raad van Adel bevestigd bij de heerlijkheid. De gemeente zelf heeft het wapen nooit aangevraagd, maar gebruikte het heerlijkheidswapen. Het wapen werd in 1273 voor het eerst gebruikt door Willem van Rijswijk, hij was heer van de ridderhofstad Rijsenburg.
Na de fusie van 2006 heeft de gemeente Utrechtse Heuvelrug de leeuw en de Franse lelie uit het wapen van Driebergen overgenomen en een zuil uit het wapen van Zuilen.

## Overeenkomstige wapens
De volgende wapens zijn op historische gronden te vergelijken met het wapen van Driebergen-Rijssenburg:

Het wapen van Driebergen
Het wapen van Rijsenburg
Het wapen van Zuilen
Het wapen van Utrechtse Heuvelrug